# هسلینگتون
هسلینگتون (به انگلیسی: Haslington) یک روستا و محله مدنی در بریتانیا است که در چشر شرقی واقع شده‌است. هسلینگتون ۶٬۵۳۶ نفر جمعیت دارد.